# Maddan
Maddan was volgens de legende, zoals beschreven door Geoffrey van Monmouth, koning van Brittannië van 1058 v.Chr. - 1016 v.Chr. Hij was de zoon van koning Locrinus en koningin Gwendolen, die elkaar opvolgden als heerser van Brittannië (zie aldaar).
Maddan werd geboren toen zijn vader koning was, maar toen zijn grootvader Corineus van Cornwall overleed, verliet Locrineus Gwendolen. Gwendolen trok ten strijde tegen haar man, en versloeg hem, waarna ze hem opvolgde als koningin. Na 15 jaar liet ze de troon aan Maddan en vertrok naar Cornwall.
Maddan trad in het huwelijk, en werd vader van Mempricius en Malin. Hij heerste 40 jaar in vrede, tot zijn dood. Zijn erfopvolging werd door zijn zonen betwist, hetgeen leidde tot de Eerste broederoorlog.